# 自由台灣黨
自由台灣黨，簡稱自由黨（Free Taiwan Party），曾為中華民國的政黨之一，是台灣獨立運動主要政黨之一。正式成立於2015年5月1日，由泛綠學者蔡丁貴（時任公投護台灣聯盟總召集人）連同台灣教授協會等政治團體在臺大校友會館共同成立。第二任自由台灣黨主席由羅宜擔任，中央黨部位在臺灣臺北市中正區青島東路。
2023年1月12日，中華民國內政部公告，自由台灣黨連續4年未依法推薦候選人參加公職人員選舉，內政部依《政黨法》宣告廢止政黨備案。

## 組織

### 歷任黨主席
1. 蔡丁貴
2. 羅宜

### 歷任黨工
- 秘書長：李嘉宇
- 媒體部主任：陳芷羚
- 秘書長：許哲榕
- 副秘書長：甘知沂

## 政治立場

自由台灣黨經常使用的「台灣旗」

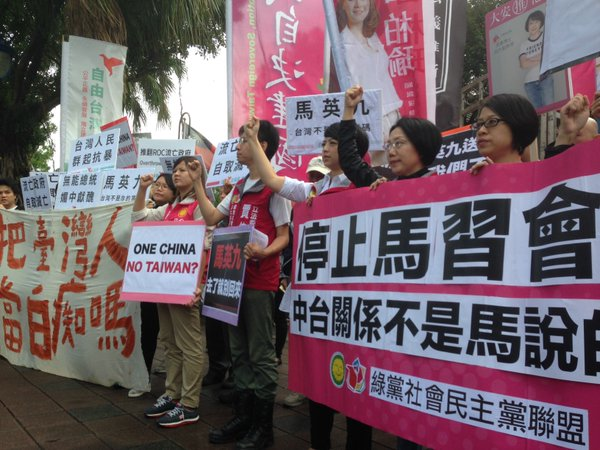
自由台灣黨與綠黨社會民主黨聯盟群眾於立法院外譴責馬習會

- 一個原則
  - 台灣獨立
- 三大方針
  - 獨立建國
  - 永續發展
  - 公平正義
- 十項主張
  - 直接民主
  - 在地經濟
  - 改善媒體
  - 原民自治
  - 司法維新
  - 紮根文化
  - 性別平權
  - 建立公義
  - 環境正義
  - 入聯合國

## 選舉參政
2015年8月9日，蔡丁貴與台灣獨立行動黨、時代力量代表聚餐，於會後表示自由台灣黨沒有加入獨派整合支持時代力量的行列，「自由台灣黨並不同意這種放棄主張台獨的整合」。
2016年總統及立委選舉，自由台灣黨的目標為取得三席不分區立委，並聲明在「不危害台灣獨立」的前提下支持民主進步黨總統參選人蔡英文，並公開邀請有志參與2018、2020年議員、立委選舉之年輕人為黨出征，惟詳細辦法尚未公佈，與第三勢力以區域立委提名權作為交換的作法不同。雖然時代力量澄清並未以此作為交換條件，但仍引起民進黨內部不滿。
2016年立委選舉，自由台灣黨立委候選人全部落選。
2017年3月15日，蔡丁貴抨擊民進黨，「從地方政府到中央政府，執政範圍越大越囂張，權力越大越驕傲」；與財團勾結、得到中國國民黨過去的利益，不是台灣獨立；政黨與民間團體應該要和弱勢站在一起，照顧弱勢人民的生活，這才是成就台獨的唯一途徑。2017年6月22日，自由台灣黨政策部主任溫朗東諷刺，民進黨遭受外界質疑時就會呼喚一張神主牌「泛藍反對的，就是正確的」，假設「所有質疑民進黨的，就是泛藍，就是統派」，相當侮辱台灣人智商。

### 2016年立委選舉

#### 區域立委人選
- 陳建斌：（臺北市第二選舉區）
- 黃魯光：全國高級中等學校教育產業工會理事、新北市中等教育教師職業工會理事（新北市第十選舉區）
- 余能生：（桃園市第三選舉區）
- 林一方：竹南咖啡創辦人（苗栗縣第一選舉區）
- 劉文忠：苗栗縣政府消防局公館義消分隊副分隊長（苗栗縣第二選舉區）
- 林家宇：（新竹市選舉區）
- 游壽元：（臺中市第四選舉區）
- 洪遊江：（彰化縣第三選舉區）
- 黃憲清：衛生福利部臺南醫院醫師（臺南市第二選舉區）
- 曾盈豐：（高雄市第二選舉區）
- 丁勇智：（屏東縣第三選舉區）

#### 全國不分區立委排名
1. 蕭曉玲（前臺北市立中山國民中學音樂老師、前台灣民政府台北州州長、台灣教師聯盟理事長，反對郝龍斌一綱一本政策）
2. 郭正典（台北榮民總醫院主治醫師、陳水扁總統民間醫療小組召集人、阿扁之友聯誼會召集人）
3. 周芷萱（台大歷史系、台大國發所畢業，曾任台大研究生協會會長）
4. 林世（台灣公義行動教會牧師，中區社團推薦）
5. 李淑慧（資深婦女運動者）
6. 蔡丁貴（自由台灣黨第1屆黨主席、國立臺灣大學土木學系教授）[9]

#### 選舉結果
- 區域立委席次：0席
- 不分區立委席次：0席
- 政黨票：47,988張
- 得票率：0.3937%
- 結果：未當選

## 爭議

### 黨徽爭議事件

#### 初始
- 2015年初，由時任自由台灣黨黨主席蔡丁貴主席，委託自由台灣黨 Free Taiwan Party 組織識別的設計師，與平面設計師蕭朝任、社群行銷/網站設計師蔡肯，進行使用者研究。
- 2015年4月底，黨徽設計完成。

#### 自由台灣黨單方面無預警取消共筆權限
- 2015年8月，黨部原辦公室團隊離職。設計團隊無預警被取消共筆權限且未收到任何通知，自由台灣黨無人主動與設計團隊討論設計版權移轉事宜。

#### 交涉結果
- 2015年11月底，黨徽設計師與前設計團隊原欲收回設計物自由使用之權利表達不滿。顧及選舉在即且不願傷害外界對獨左理念印象，接受自由台灣黨以雙方同意之新台幣三萬元，購買下識別設計的要求（指黨徽與設計規範的部分，未含旗幟、T-shirt與徽章）。
- 設計團隊聯合聲明：所得全數轉捐給同志友善與愛滋扶助組織台灣露德協會。設計團隊提出此著作權主張「絕對不是為了錢」，也「不奢求其公開道歉」，只期望任何一個政黨或組織裡的任何成員都能了解其責任和義務，在對原設計物進行重製或改作之前，必須釐清權利歸屬，並給予創作者一份基本的尊重。
- 至今，自由台灣黨仍未針對原設計物進行重製或改作等侵權行為公開道歉。

### 委製影片報酬糾紛
- 2017年2月，自由台灣黨委託製片師製作「自由臺灣黨歷史影片」及「自由臺灣黨太陽花運動紀錄介紹影片」一共4支影片，約定每件影片之報酬為新臺幣8萬元。
- 2017年6月，自由台灣黨於驗收影片時主張影片成品有瑕疵，僅支付8萬元後，便拒絕支付剩餘的24萬元報酬，被臺北地院判決一審敗訴，必須給付剩餘未給的報酬[10]。
- 2019年7月，自由台灣黨與製片師達成和解。

### 蔣公陵寢潑漆事件

#### 初始
- 2019年2月28日，由時任自由台灣黨黨秘書長李嘉宇，率領群眾闖入大溪慈湖陵寢，朝蔣介石靈柩及周圍陳設潑灑紅色油漆洩憤。
- 現場犯案人士十一人分別為32歲前黨工李嘉宇、37歲陳俞璋、21歲莊承澔、23歲郭潤庭、21歲郭蕎瑛、21歲羅宜、24歲楊侒橙（前黨工李嘉宇妻）、24歲周維理、30歲王騰葦、22歲張閔喬、20歲邱峻翔。

#### 起訴內容
桃園地檢署事後將十一人依《刑法》公然侮辱墳墓、公眾紀念處所、毀損、妨害公務等罪嫌起訴。

#### 判決結果
- 桃園地院審結，將十一人分別依毀損、妨害公務罪判處拘役五十五日到五十九日不等。
- 被控公然侮辱墳墓、紀念碑部分，法官認為其行為與刑法侮辱的抽象謾罵有別，判處無罪。
- 前黨工李嘉宇、陳俞璋被依毀損罪判拘役五十九日，莊承澔、郭潤庭、郭蕎瑛、羅宜、周維理、王騰葦、張閔喬、邱峻翔被判拘役五十五日，前黨工李嘉宇之妻楊侒橙因當時與蔣姓陵寢官發生拉扯，被法官依妨害公務罪判拘役五十九日。

## 外部連結
- 自由台灣黨的官方網站，存于
- 自由台灣黨的Facebook專頁
- 自由台灣黨的X（前Twitter）
- YouTube上的自由台灣黨頻道 （页面存档备份，存于）